# Giuseppe Castiglione
Pour les articles homonymes, voir Giuseppe Castiglione.
Giuseppe Castiglione (ou Lang Shining (郎世宁 / 郎世寧, láng shìníng, « Homme du monde tranquille »), né le 19 juillet 1688 à Milan (Italie) et décédé le 16 juillet 1766 à Pékin (Chine), est un frère jésuite italien, missionnaire en Chine et peintre à la cour impériale. Il fut parmi les artistes préférés des Empereurs de la dynastie Qing qui le nommèrent en 1716 de son nom chinois. 

## Biographie

### Formation et années en Europe
Giuseppe Castiglione nait en 1688 dans une famille de petite noblesse au sein de la paroisse de San Marcellino à Milan; son certificat de baptême est conservé dans les archives historiques diocésaines.
En 1707, Giuseppe Castiglione entre, à 19 ans, comme novice-frère dans la Compagnie de Jésus à Milan.  
Ses talents artistiques sont reconnus dès ses années de noviciat où il commence à peindre des œuvres d'inspiration religieuse (telles Saint Ignace dans la grotte de Manrèse (ci-dessous) et L'Apparition du Christ à Saint Ignace). En effet, il aurait étudié la peinture à Milan chez un "maître très célèbre", probablement Filippo Abbiati. 

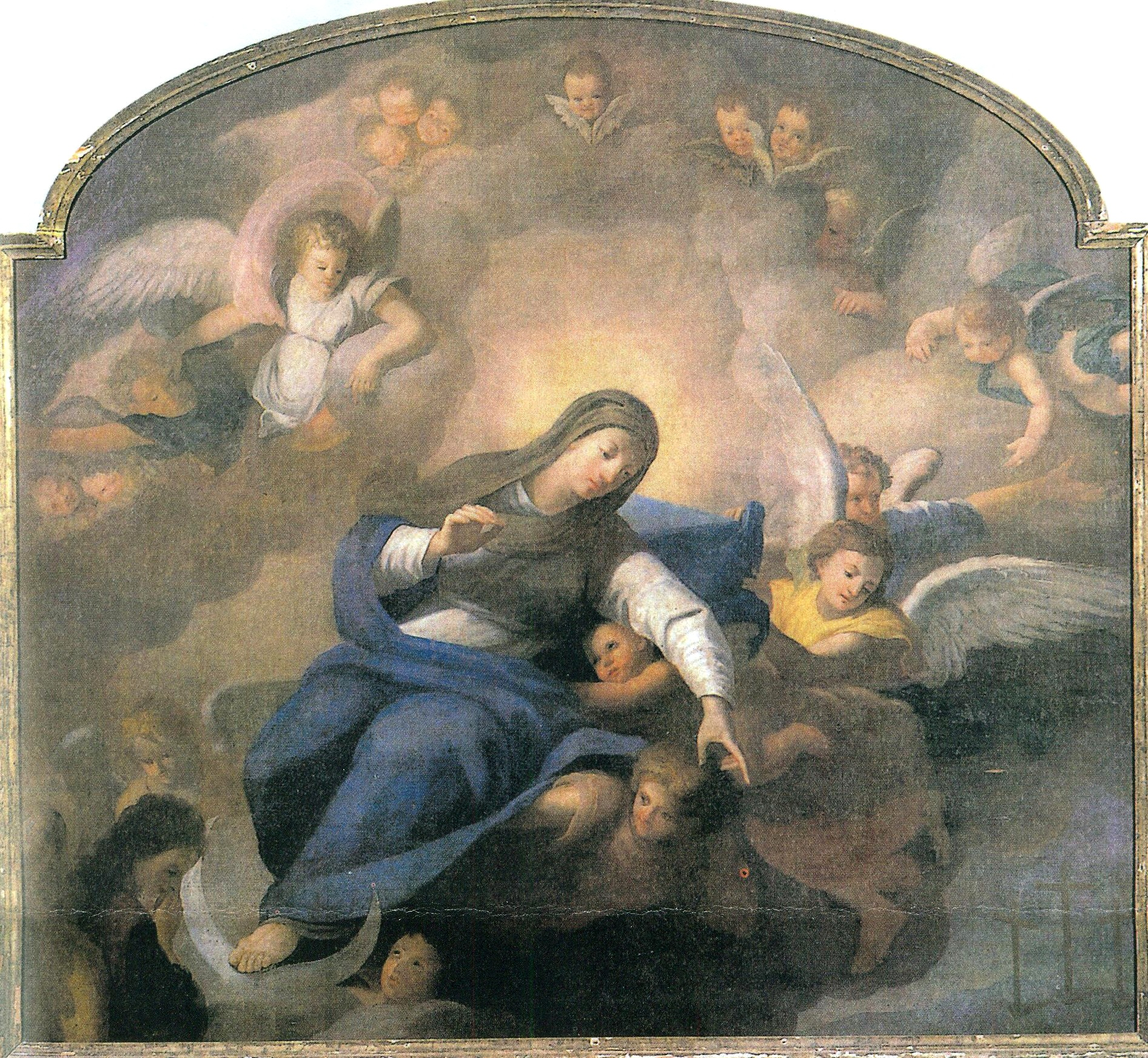
Détail de l'Apparition de la Vierge dans la Grotte de Manrèse à Saint Ignace de Loyola par Giuseppe Castiglione.

On retrouve dans ses premières œuvres des réminiscences d'Andrea Pozzo et des plus grands maîtres italiens du début du XVIIe siècle. 
Il est généralement supposé que Marie-Anne d'Autriche lui aurait demandé de faire le portrait de ses enfants.
Les jésuites de Chine ayant demandé qu’on leur envoie un artiste-peintre pour la cour impériale de Beijing, Castiglione se porta volontaire et fut accepté. 
En 1710, il est en route pour Lisbonne (point de départ obligé de tout navire pour l’Extrême-Orient). Il passe par Coimbra au Portugal, où on le retient plusieurs années pour en décorer la chapelle Saint-François de Borgia à l'église du noviciat, aujourd'hui la cathédrale de Coimbra et une Circoncision à l'autel-majeur de la même église. 
Il s’embarque finalement pour l’Orient le 12 avril 1714.

### En Orient et Chine
Il arrive à Goa en septembre 1714, et parvient à Macao le 10 juillet 1715. 
Il continue son voyage et entre à Pékin le 22 décembre de la même année. 
Presque aussitôt, il est introduit par le père Matteo Ripa auprès de l’empereur Kangxi (1661-1722) et reçoit une charge comme ‘peintre de la Cour’. Les successeurs de Kangxi, Yongzheng (1723-1735) et Qianlong (1736-1797) lui garderont leur confiance. 
Castiglione sera peintre de la cour durant ses 51 ans de vie en Chine. Il y jouira sans interruption d’une grande considération et y recevra des honneurs insignes, comme de pouvoir porter l’habit de fonctionnaire impérial. 
Après sa mort, il recevra le titre de « vice-ministre », c’est-à-dire fonctionnaire de premier rang.

### L’artiste-peintre

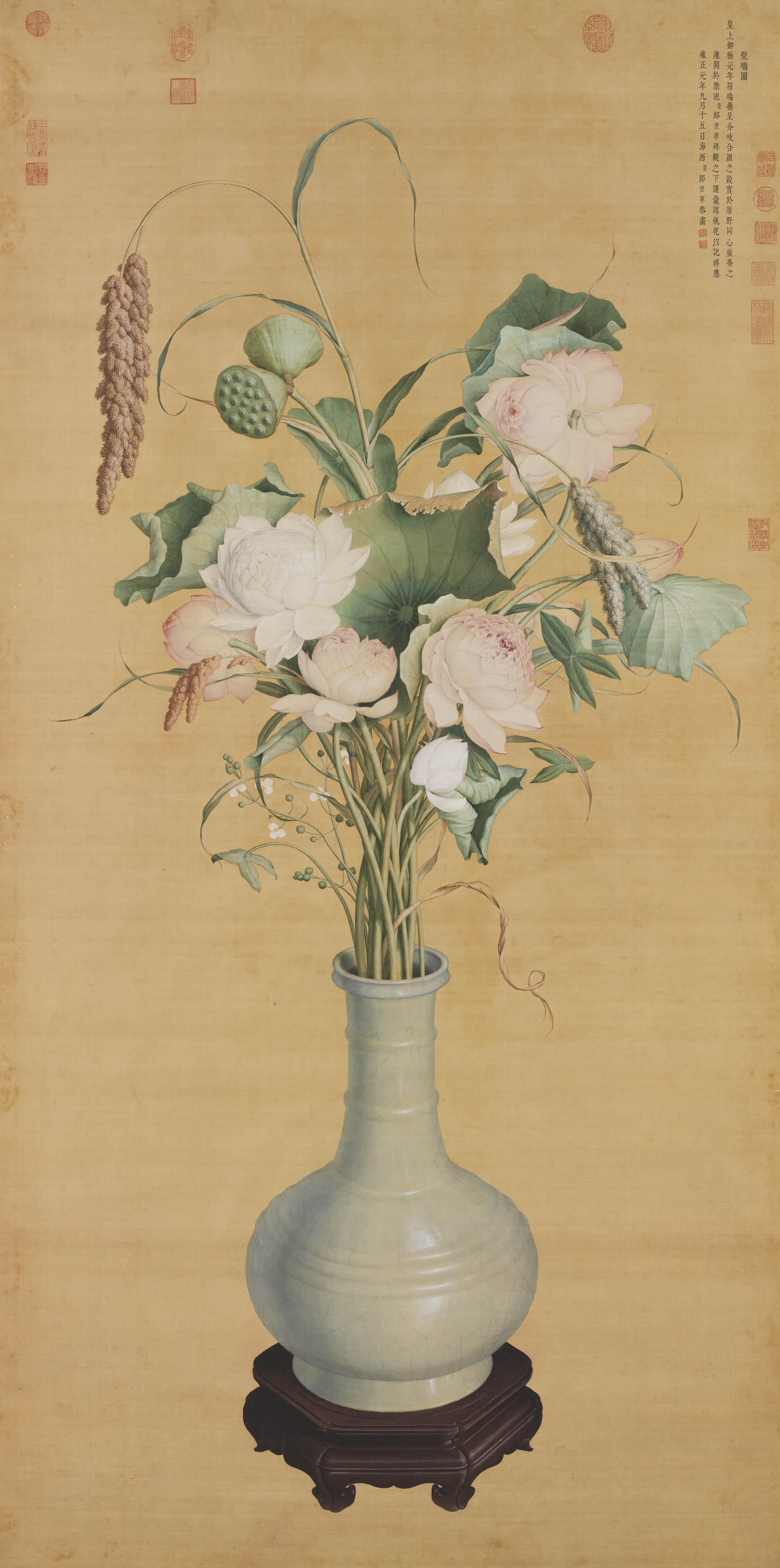
Juruitu (Nombreux signes de bon augure, de Giuseppe Castiglione, 1723. Encre et couleur sur soie, Musée national du Palais, Taipei.

Castiglione aurait été été influencé par Jan Roos (1591-1638) un artiste flamand exerçant essentiellement à Gênes et élève  de Frans Snyders et de Jan de Wael I,  qui lui conféra son savoir-faire en matière de nature morte.
Un strict respect de l’étiquette (jamais d’affront, ni de critique directe des conceptions chinoises) lui permit de s’assurer la collaboration des peintres de la cour impériale. 
Cette collaboration lui permit d’intégrer au mieux dans son art les approches orientale et occidentale. 
Il forma d’autres artistes jésuites à faire de même : Ferdinand Moggi, Jean-Denis Attiret et Ignaz Sichelbarth.

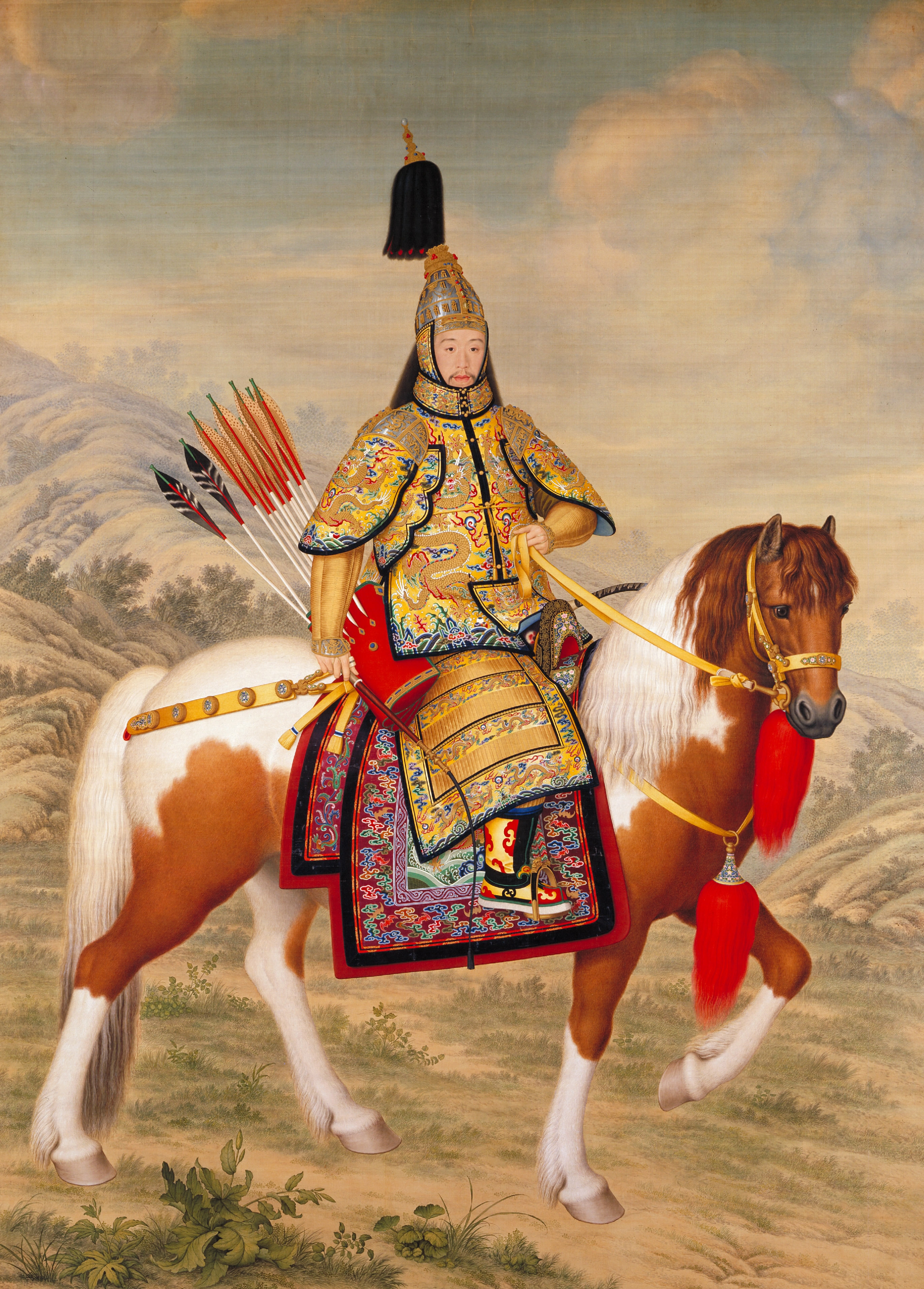
Les deux sujets favoris de Castiglione : L'Empereur Qianlong en armure cérémonielle et à cheval.

Cette faculté de compromis artistique entre le réalisme occidental et le spiritualisme de l’art chinois (éviter les ombres, adopter des motifs secondaires chinois) sont à la source de cette synthèse artistique qui le fit reconnaître par trois empereurs successifs comme le meilleur artiste de leur cour.
L’œuvre la plus ancienne que l’on ait de lui est une peinture florale sur soie (1723) offerte à l’empereur Yongzheng lors de son avènement sur le trône. Il peint papillons, fleurs, arbres, animaux, de manière de plus en plus chinoise.
Son œuvre monumentale et la mieux connue fut peinte en 1728 : Les Cent Coursiers. Sur un rouleau de soie de huit mètres de long et un mètre de hauteur une centaine de chevaux, tous différents, sont représentés en des postures diverses.
Castiglione décore également deux églises de Pékin (il n’en reste rien) et les chapelles privées de certains riches convertis qui souhaitent ne pas publiquement pratiquer leur foi chrétienne. Les faveurs dont il jouit à la cour alors que les chrétiens sont bannis de l’empire l’embarrassent. Ces faveurs lui valent d’ailleurs d'être critiqué par ses confrères jésuites. Il tente plusieurs fois d’obtenir de Qianlong le rétablissement de la liberté de religion, mais sans succès.
En 1729, Castiglione fait traduire en chinois et publie l'œuvre de son maître italien Andrea Pozzo: Perspectiva pictorum et architectorum. L'ouvrage eut du succès et fut réimprimé en 1735.
Sous Qianlong, le plus artiste des trois empereurs qu’il connut, Castiglione devient également portraitiste de l’empereur et son épouse, ses concubines et enfants. Même les chevaux impériaux préférés sont immortalisés (la série des Dix coursiers, en 1743). C’est l’époque également des grandes toiles décrivant des scènes de chasse (passe-temps préféré de l’empereur mandchou) ou de guerre. Les toiles sur soie sont grandes, mais l’approche est celle d’un miniaturiste : Castiglione soigne tous les détails. L'empereur lui commande à partir de 1762 la transposition des seize peintures d'An Deyi sous la forme d'esquisses dans le cadre du projet avec la France intitulé Les Conquêtes de l'empereur de la Chine.
La correspondance qu'avait l'astronome et mathématicien jésuite Ferdinand Augustin Hallerstein (nom chinois, 刘松龄 / 劉松齡, liú sōnglíng) avec Giuseppe Castiglione, nous renseigne sur ce dernier, notamment à propos de sa peinture de cour et de sa position à la cour des Qing, et sur la vie de la communauté jésuite à Pékin. Après avoir rejoint l'église de Saint-Joseph, Hallerstein, vers la fin de 1743, vécut avec lui et d'autres missionnaires dans la même résidence. Il décrit dans ses lettres Castiglione comme le peintre favori de Qianlong, et son art est mentionné dans sept lettres sur une période de 27 ans, couvrant une période depuis l'arrivée de Hallerstein à Pékin en 1739 à la mort de Catiglione en 1766. Il décrit dans des lettres envoyées à son frère Weichard les travaux de Castaglione, y mentionnant les œuvres « Une centaine d'étalons », un portrait de l'Empereur et de l'Impératrice, ses plans architecturaux de différents endroits du Yuanming Yuan dans un style européen et une série de scènes de bataille destinée à être imprimée en Europe. Il dit qu'un prêtre et peintre talentueux venu de la capitale de la chrétienté était également impressionné par son travail.

## L’architecte
En 1747, Castiglione est nommé architecte et responsable de la conception d’un parc de 400 hectares et de la construction d’un nouveau palais impérial. Il est probable que Qianlong ait été influencé dans cette décision par des gravures reçues de France, car à cette période il était en contact avec le roi Louis XV. Un autre jésuite, le père Michel Benoist, spécialiste en hydraulique, est mis à contribution pour la construction des fontaines et des jets d’eau. Ce sera le fameux palais d'été, ou Palais des délices de l’harmonie, dont la construction dura 10 ans (1747-1757) et qui sera détruit en 1861 par les troupes franco-britanniques lors de la Seconde guerre de l'opium.

## Mort de l’artiste
Jusqu’à la fin de sa vie, le frère jésuite sera mis à contribution par l’empereur Qianlong. Les dernières peintures sur soie que l’on connaisse de lui (contenant des chevaux) datent de 1762. Castiglione a alors 74 ans. Il s’éteint le 16 juillet 1766. Ses funérailles sont financées par l’empereur : un insigne honneur et une expression de grande estime. À titre posthume, il est nommé vice-ministre. Sa pierre tombale à Pékin, disparue lors de la profanation du cimetière chrétien de Zhalan par les Boxers, fut retrouvée et remise là où elle avait été installée.

## Postérité
Grâce aux œuvres de Castiglione, les peintures de la cour Qing ont commencé à montrer une influence occidentale. D'autres peintres européens ont suivi et une nouvelle école de peinture a été créée qui combinait les méthodes chinoises et occidentales. L'influence de l'art occidental sur les peintures de la cour Qing est particulièrement évidente dans la lumière, l'ombre, la perspective, ainsi que la priorité donnée à l'enregistrement des événements contemporains.
En 2005, Castiglione est devenu le sujet de la série télévisée Palace Artist en Chine, jouée par l'acteur canado-chinois Dashan (Mark Rowswell) et diffusée par China Central Television (CCTV). Il est brièvement dépeint à la fin du 48ème épisode de Ruyi Love in the Palace, peignant l'empereur et l'impératrice ensemble dans l'un des rares épisodes heureux de la série télévisée.

## Galerie

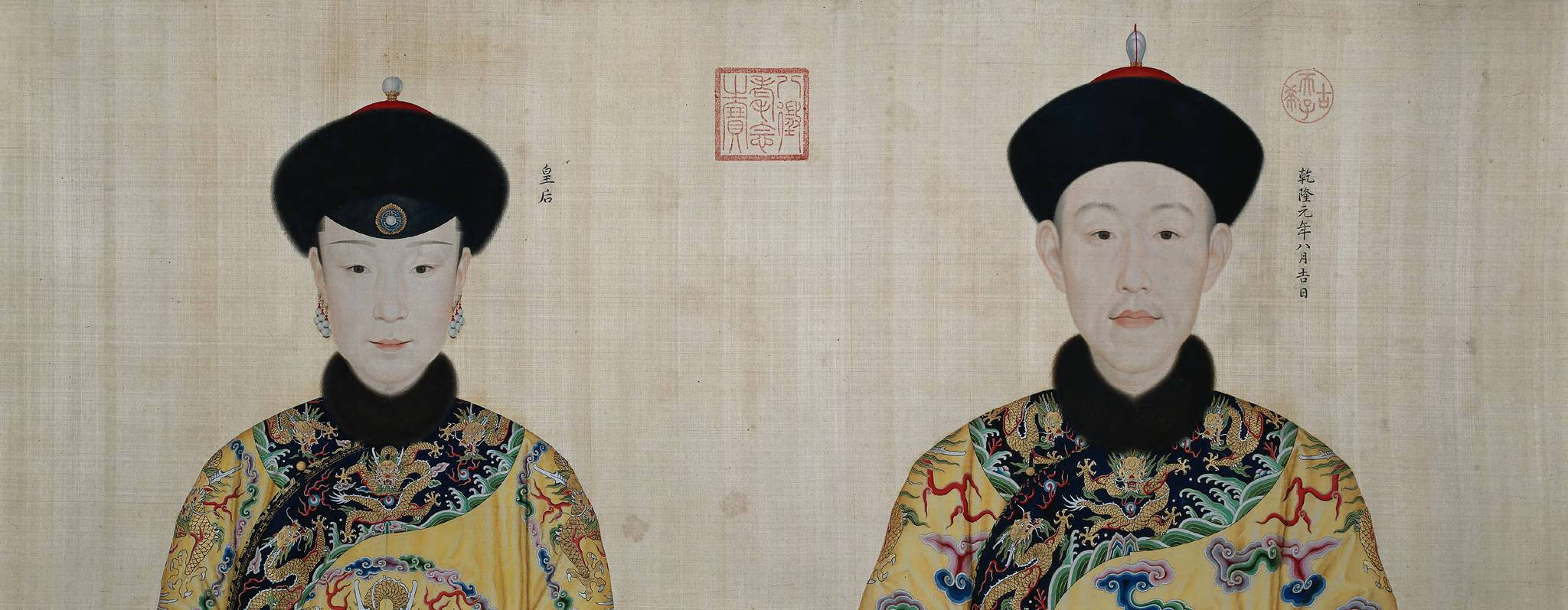
L’Empereur Qianlong et son épouse.
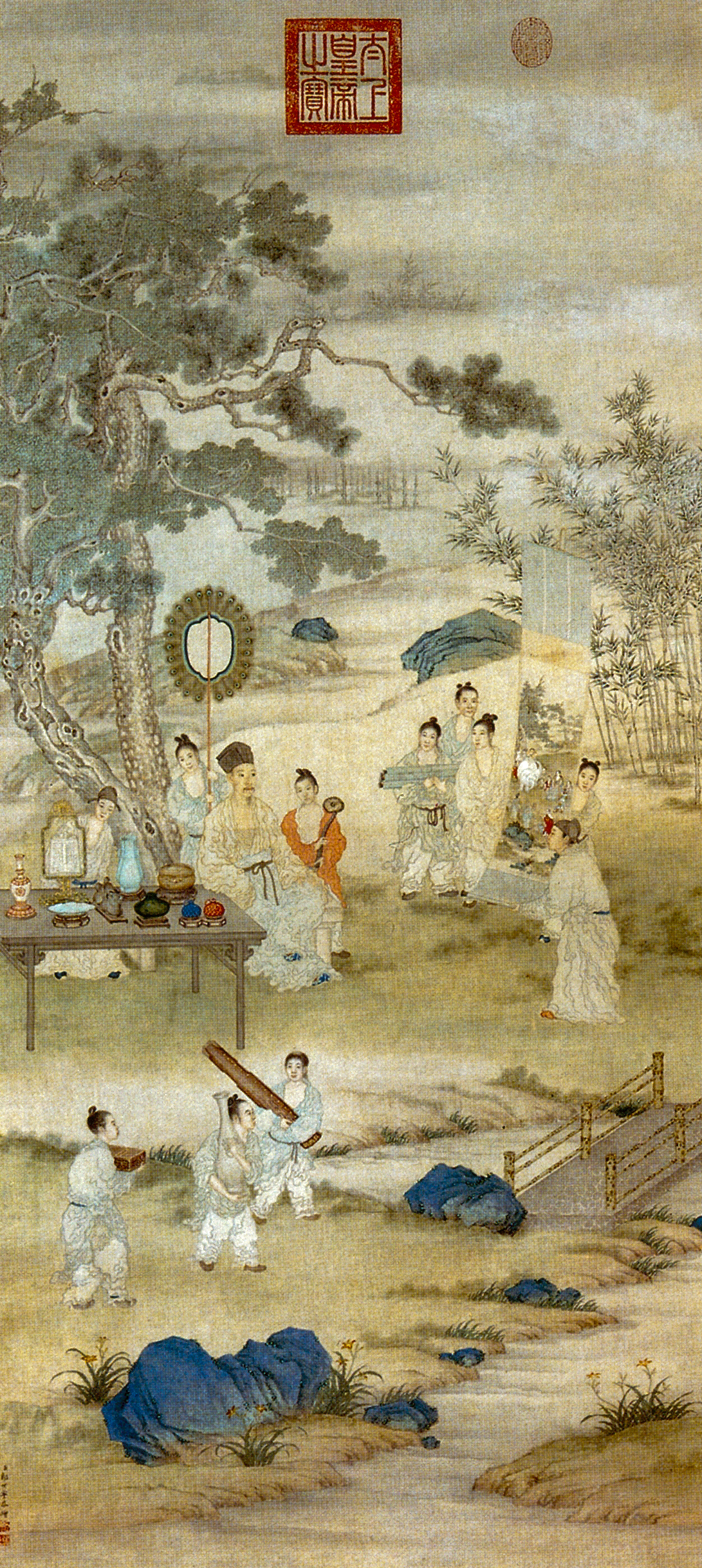
Empereur Qianlong inspectant les peintures.
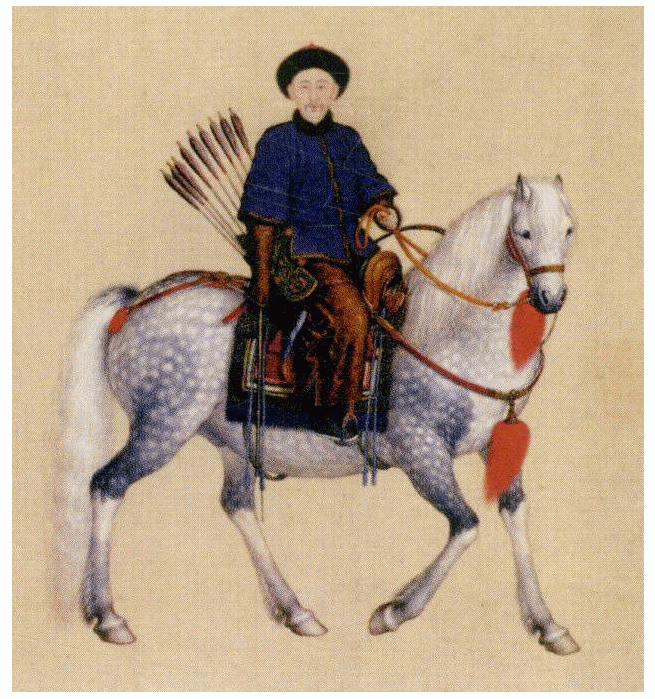
Prince Yinli.
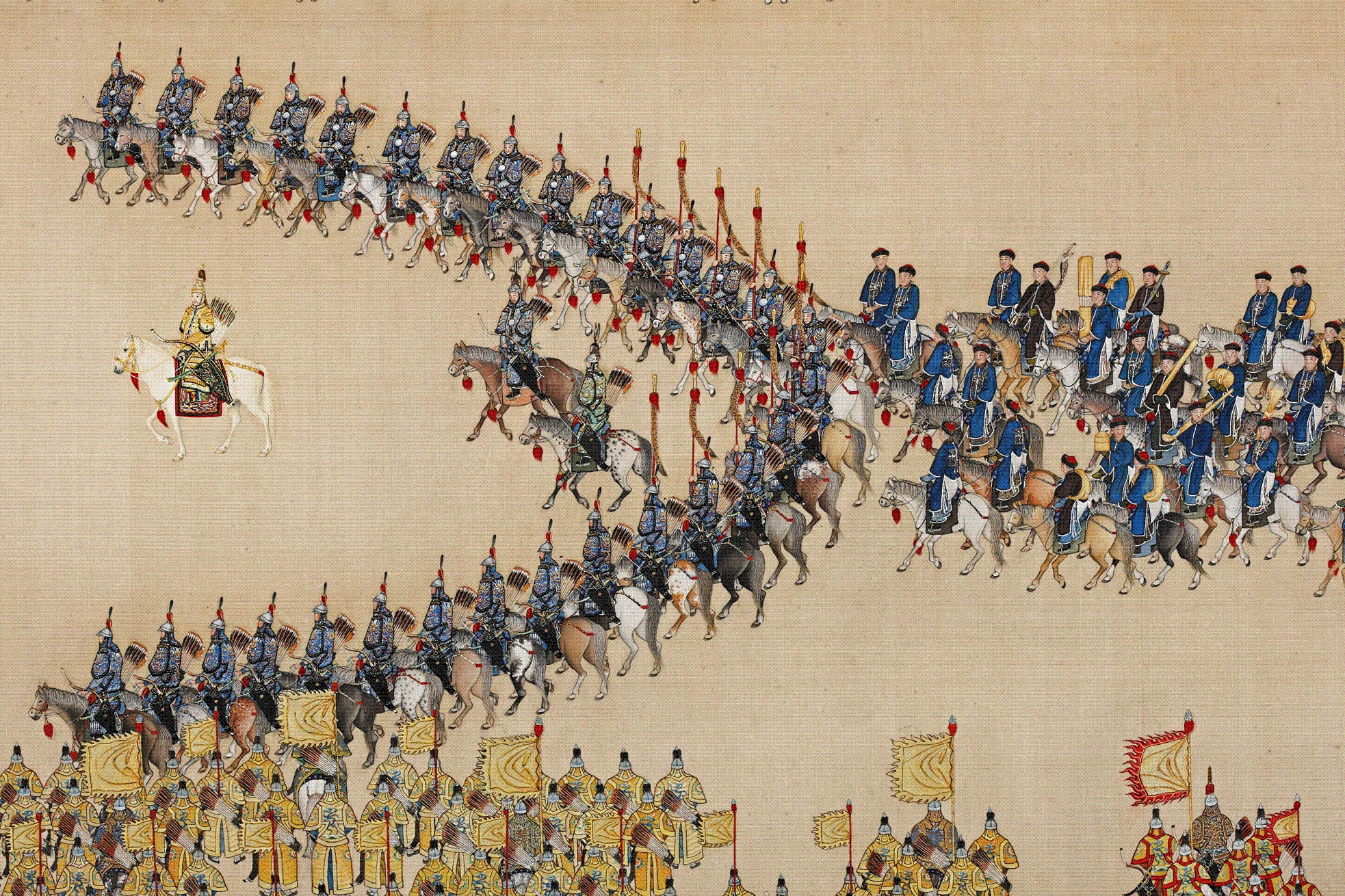
Scène de bataille.
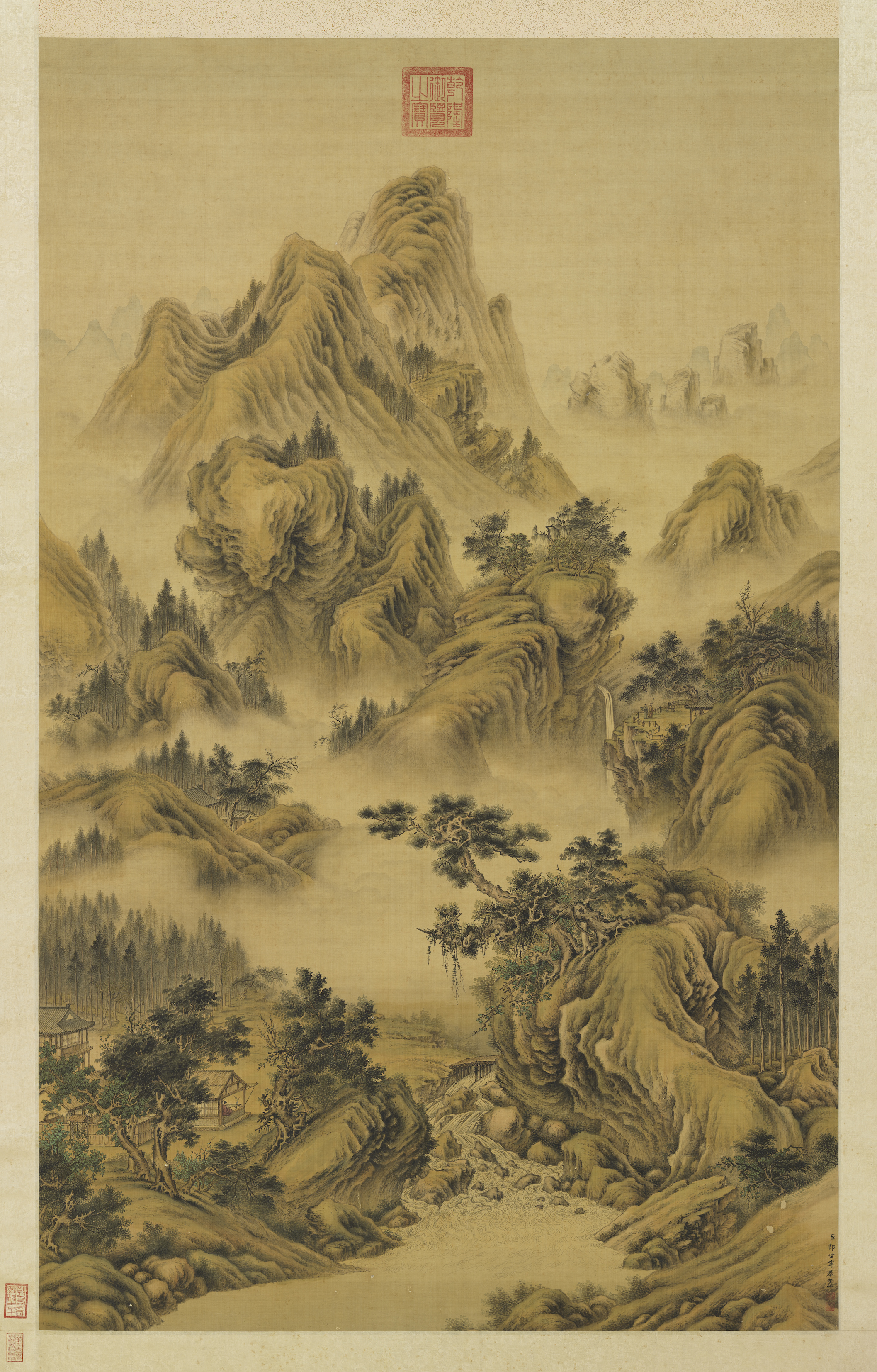
Paysage.
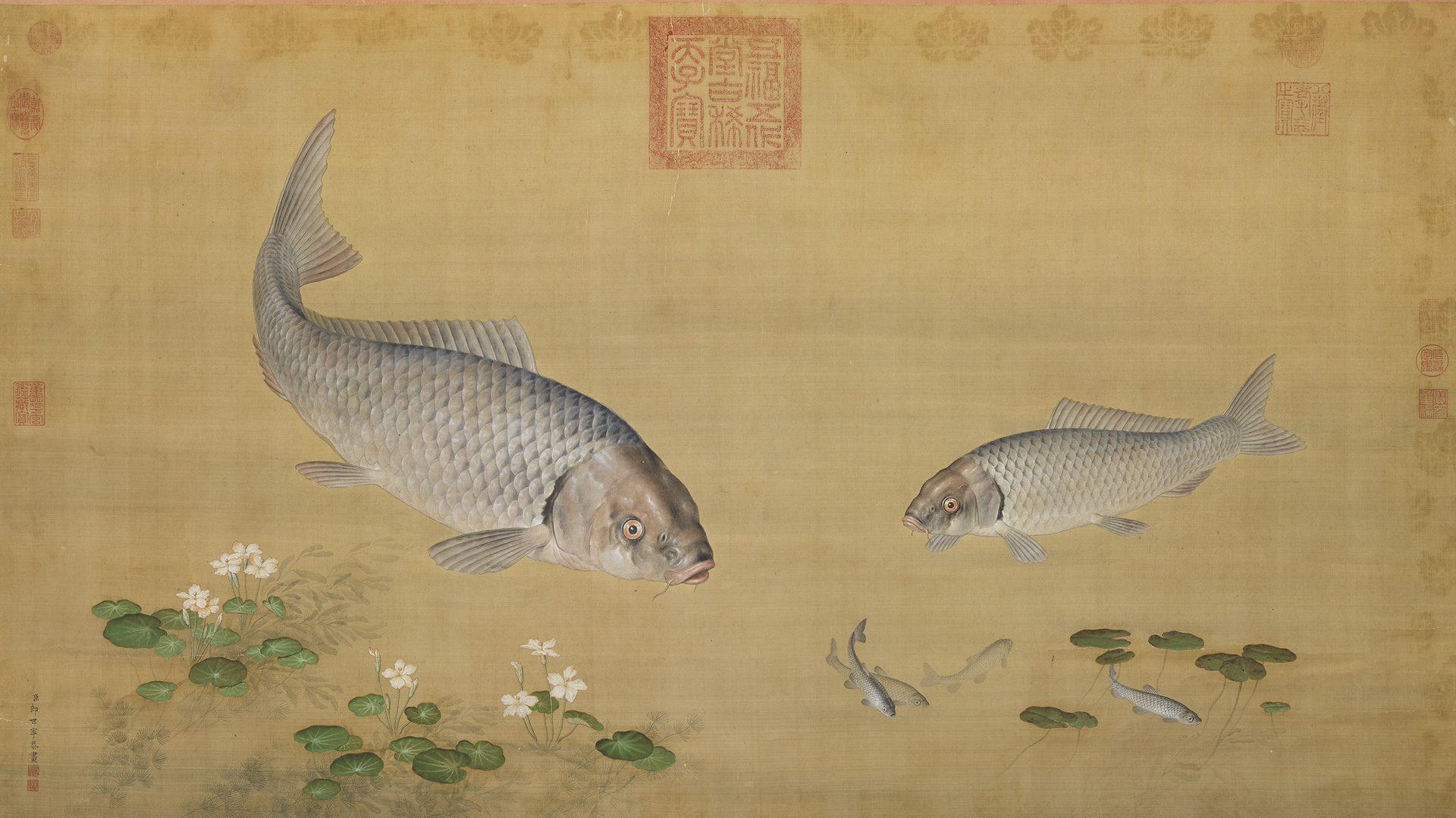
Plantes aquatiques et poissons.
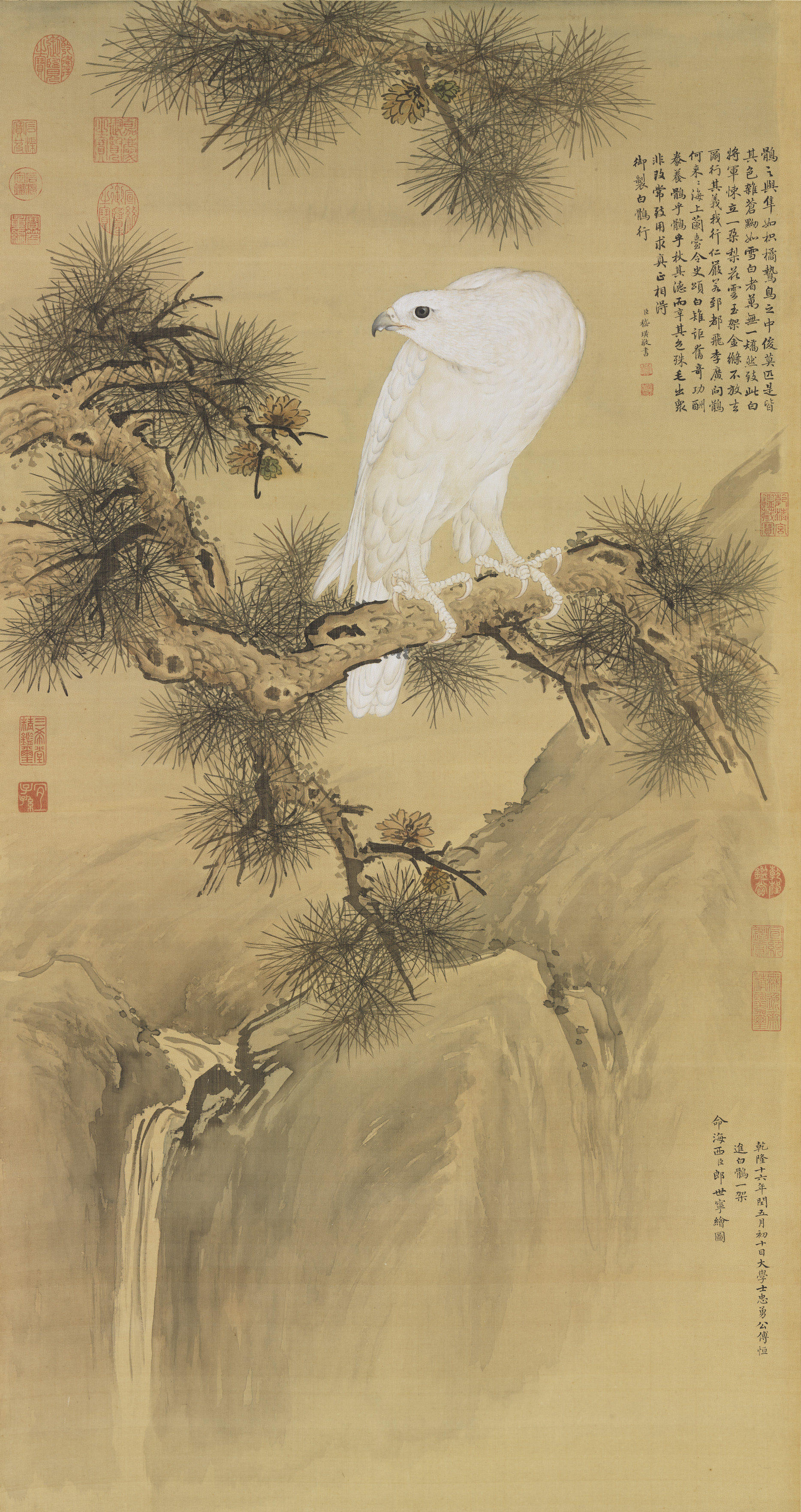
Faucon blanc.
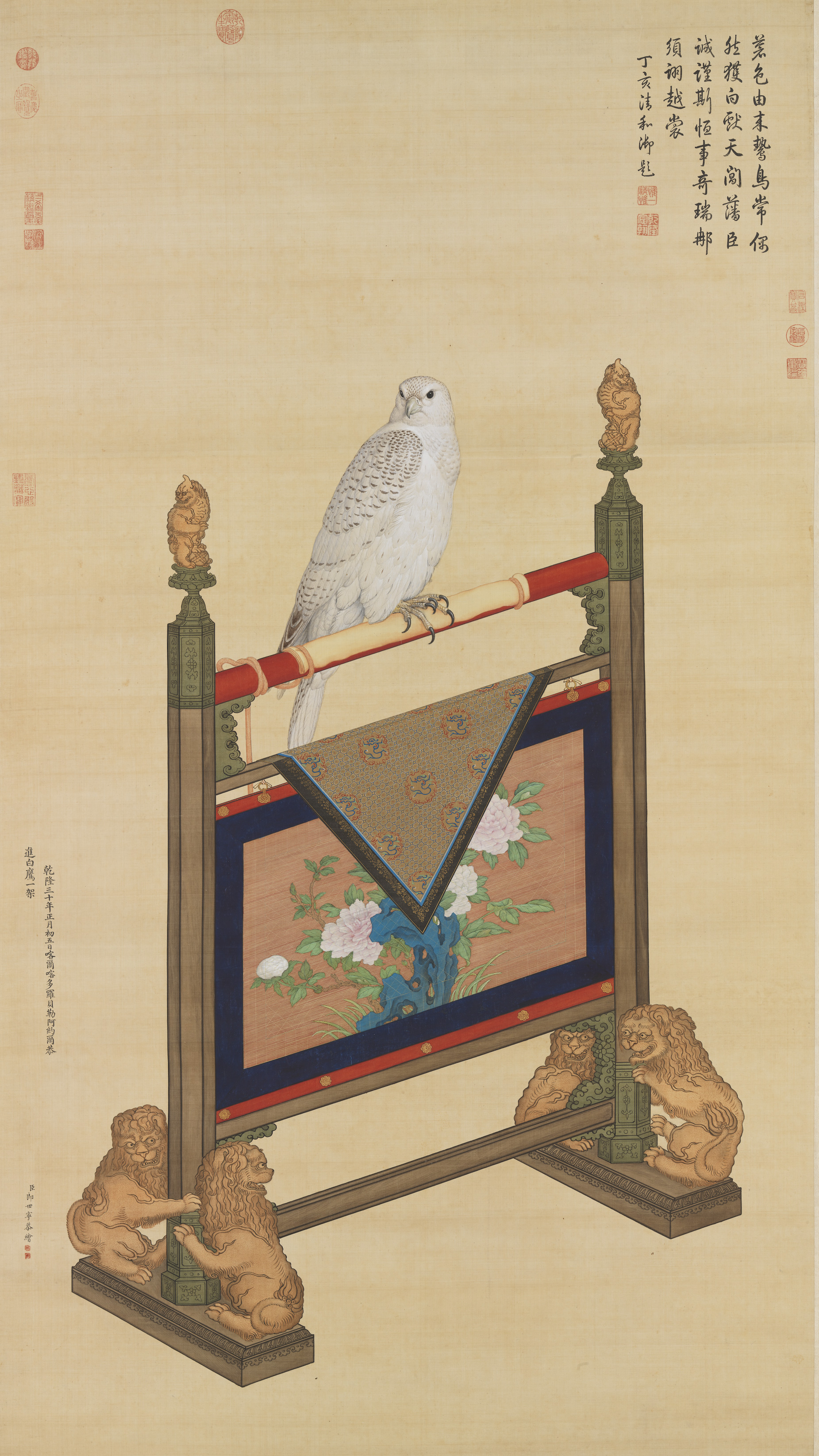
Faucon blanc.
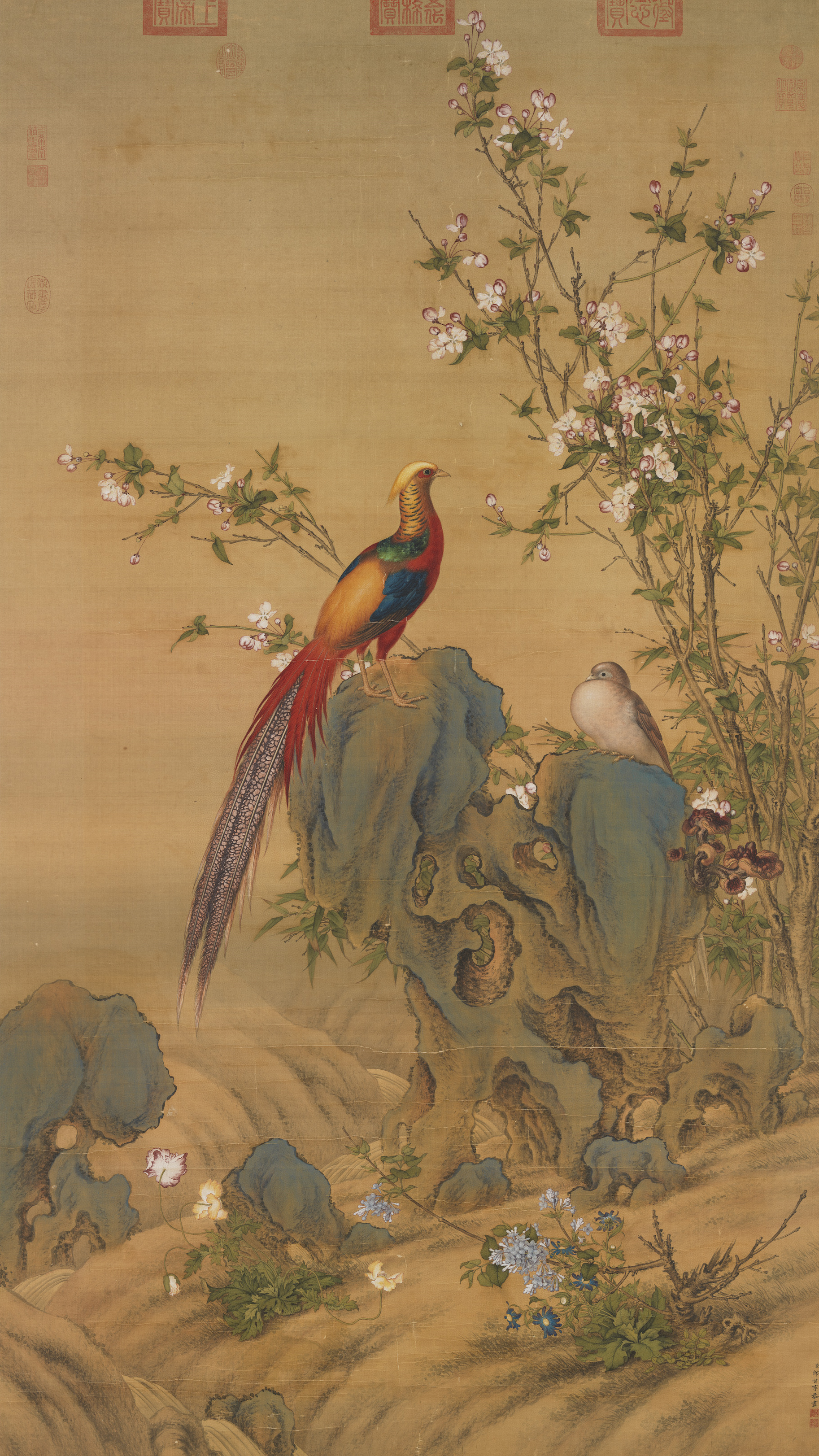
Printemps coloré.
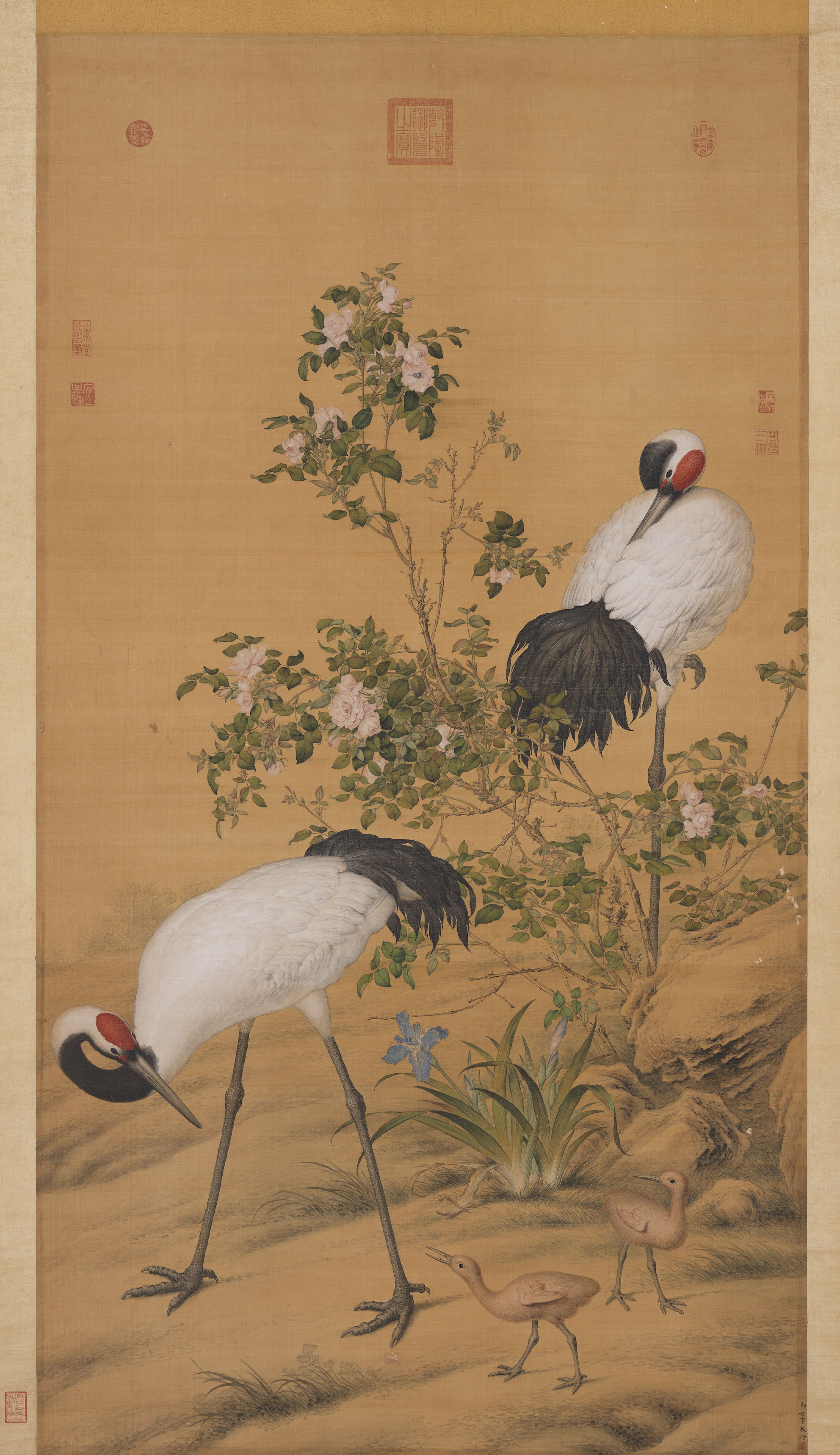
Grues et fleurs.
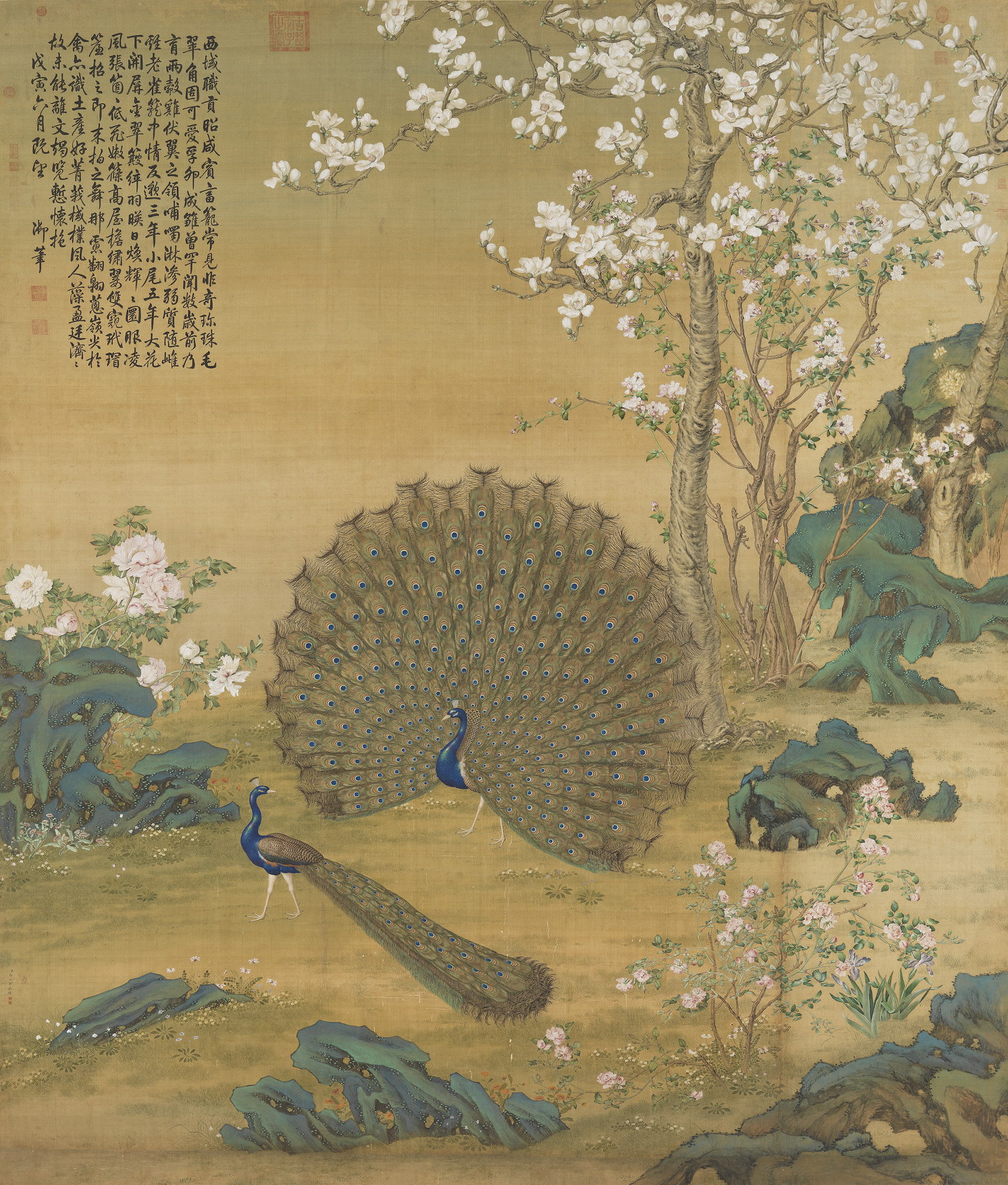
Paon étalant sa queue.
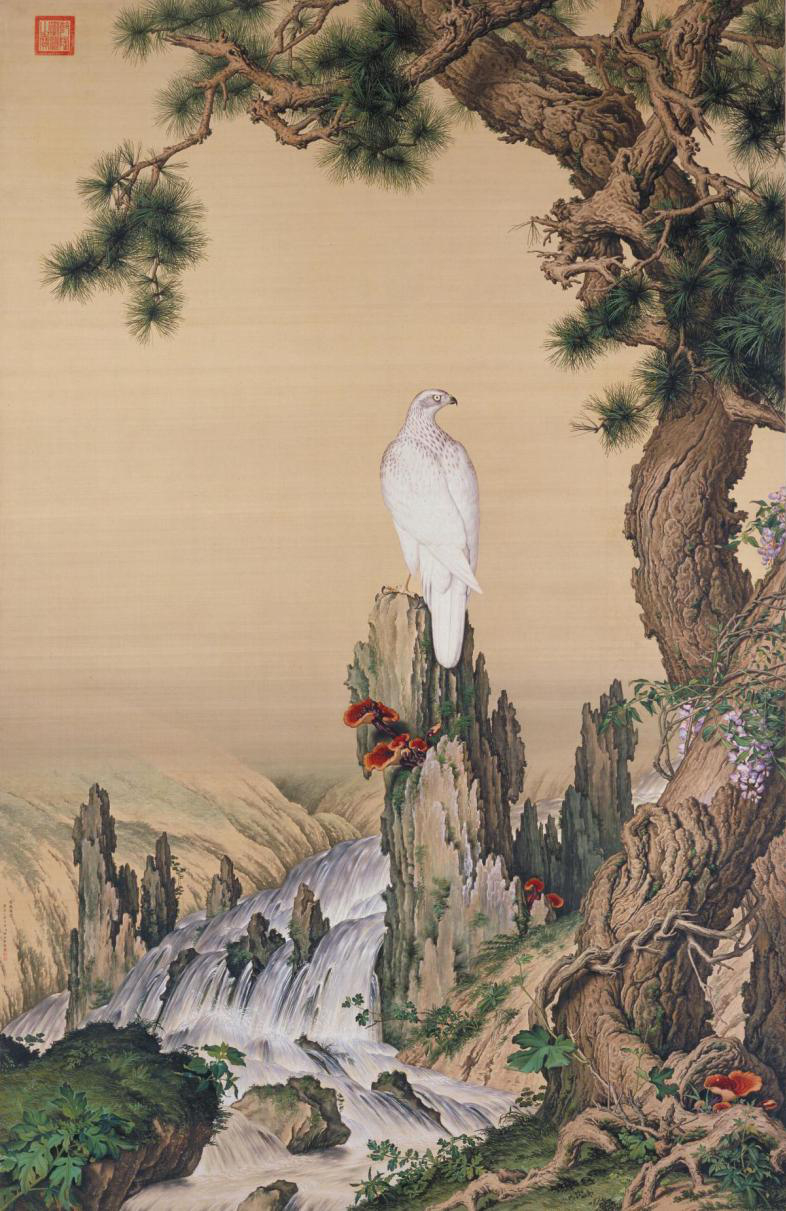
Faucon, pin et Ganoderma lingzhi.
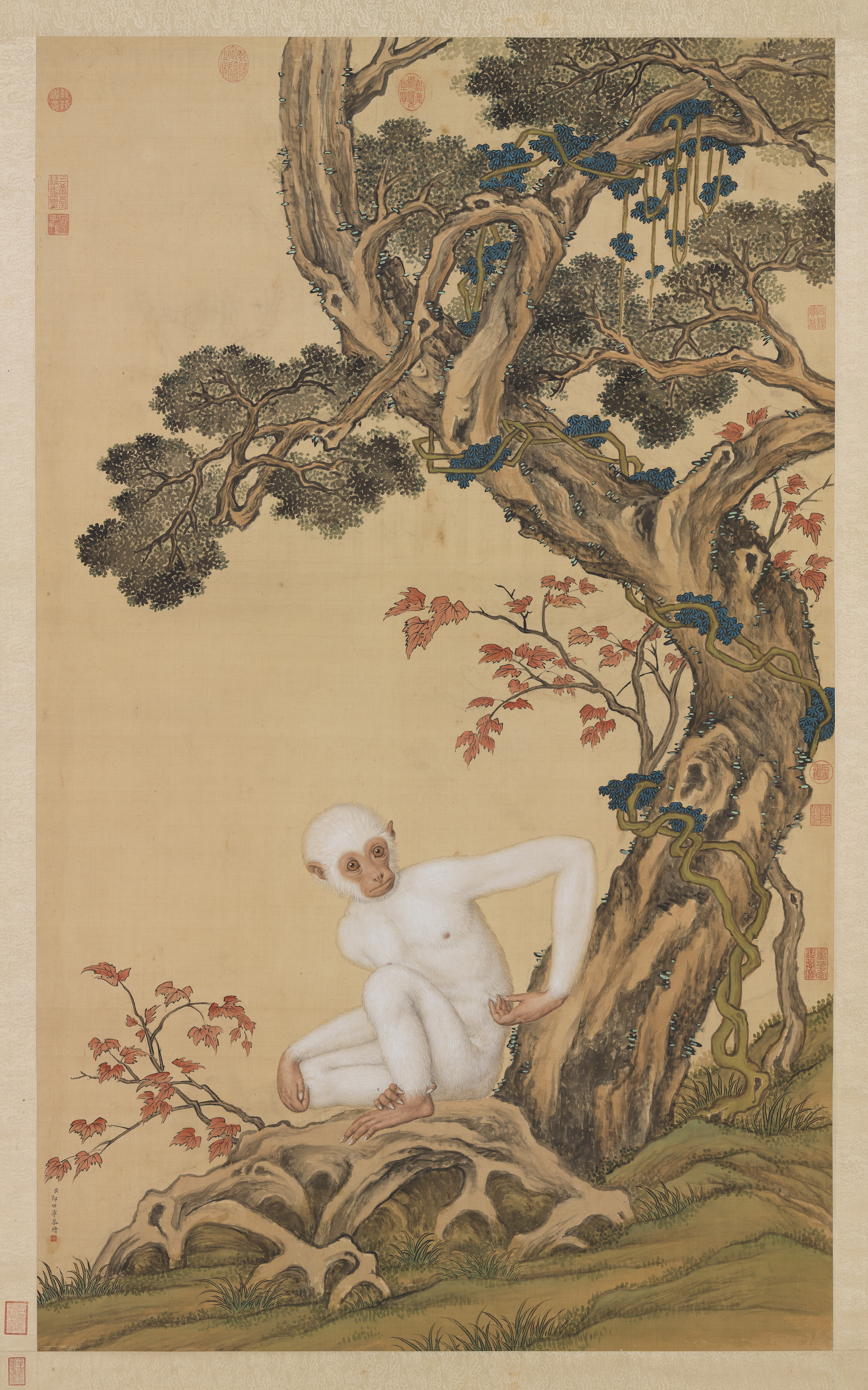
Singe blanc.
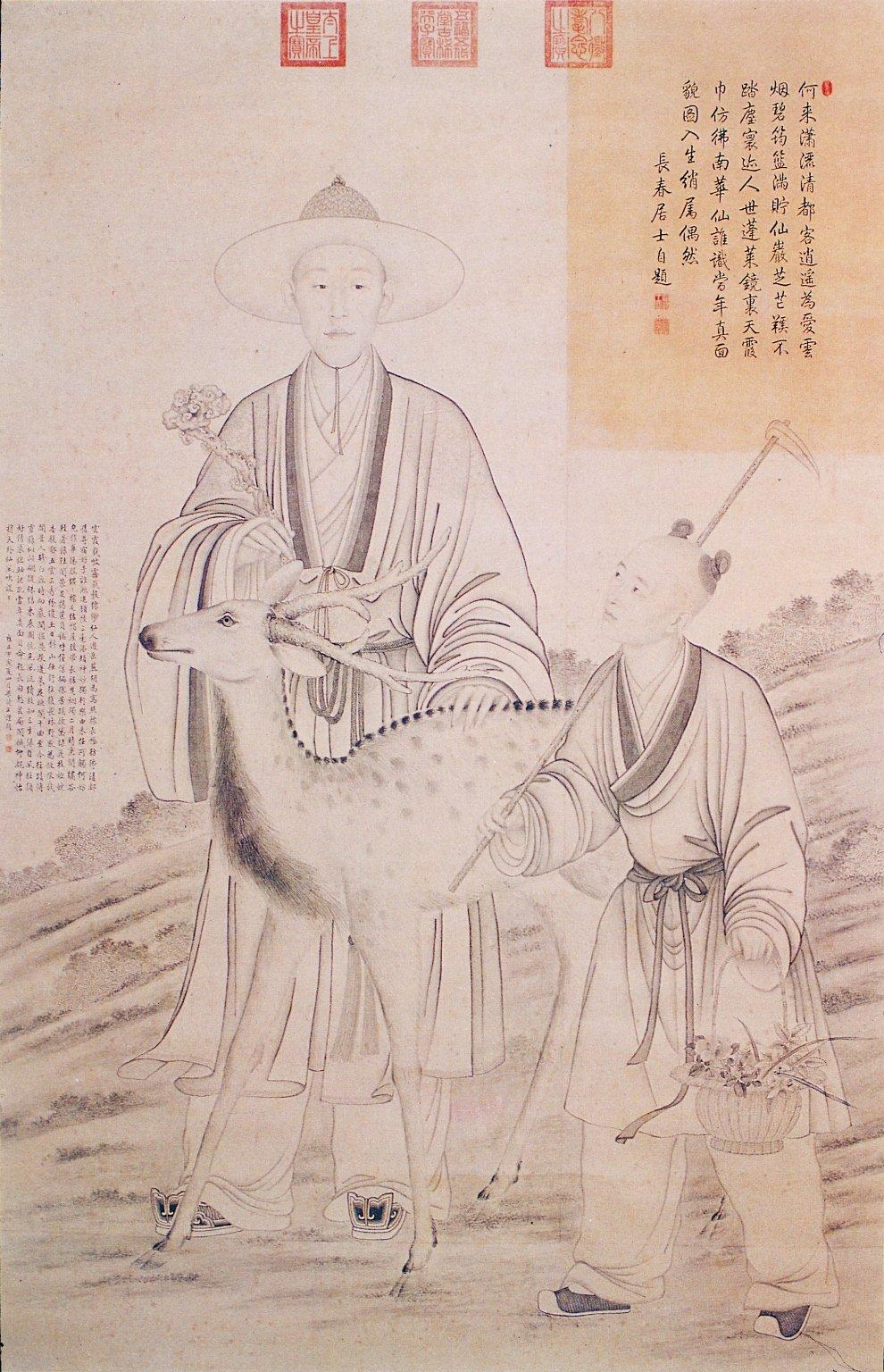
Qianlong récoltant des lingzhi.
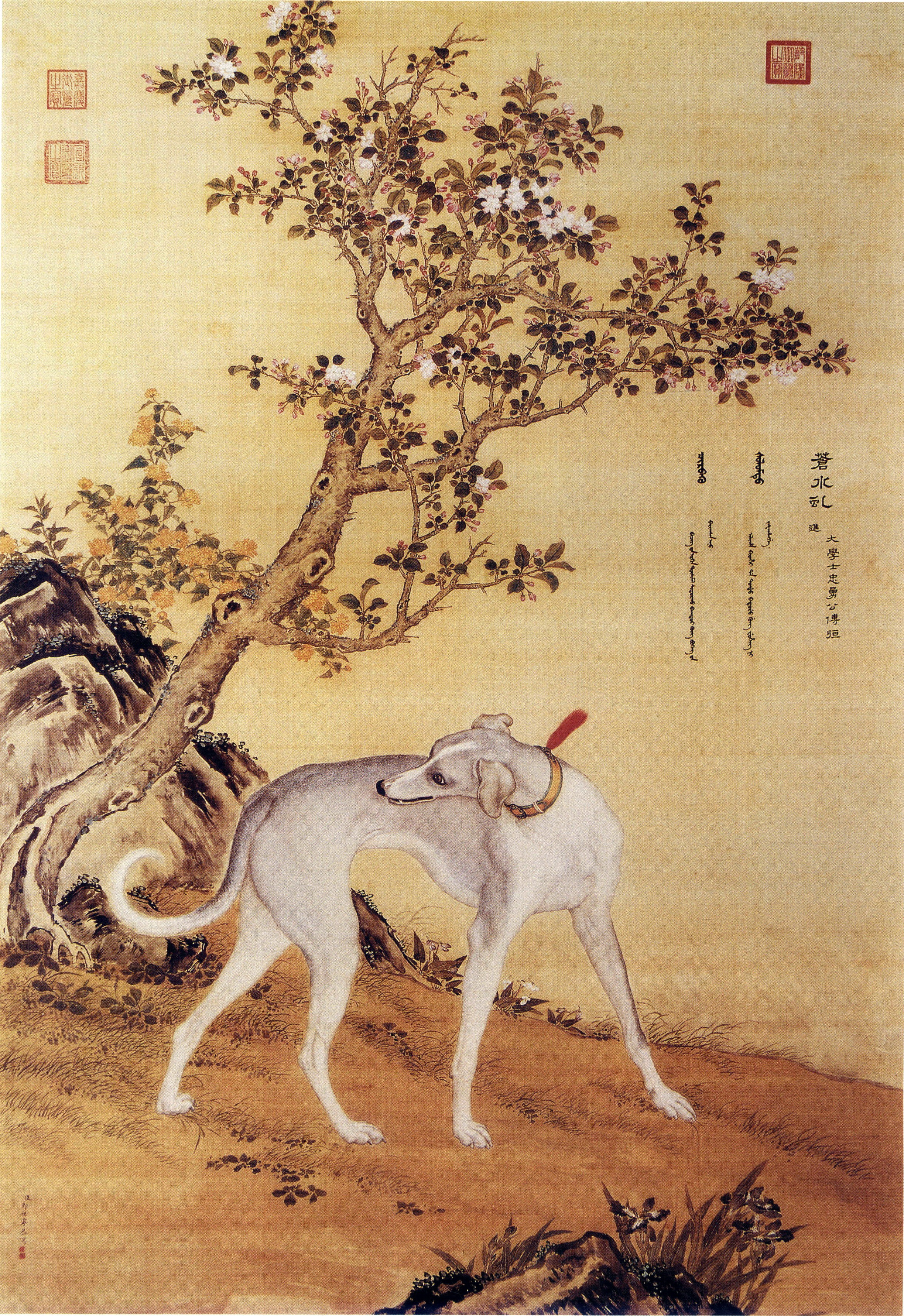
Dix chiens de valeur.
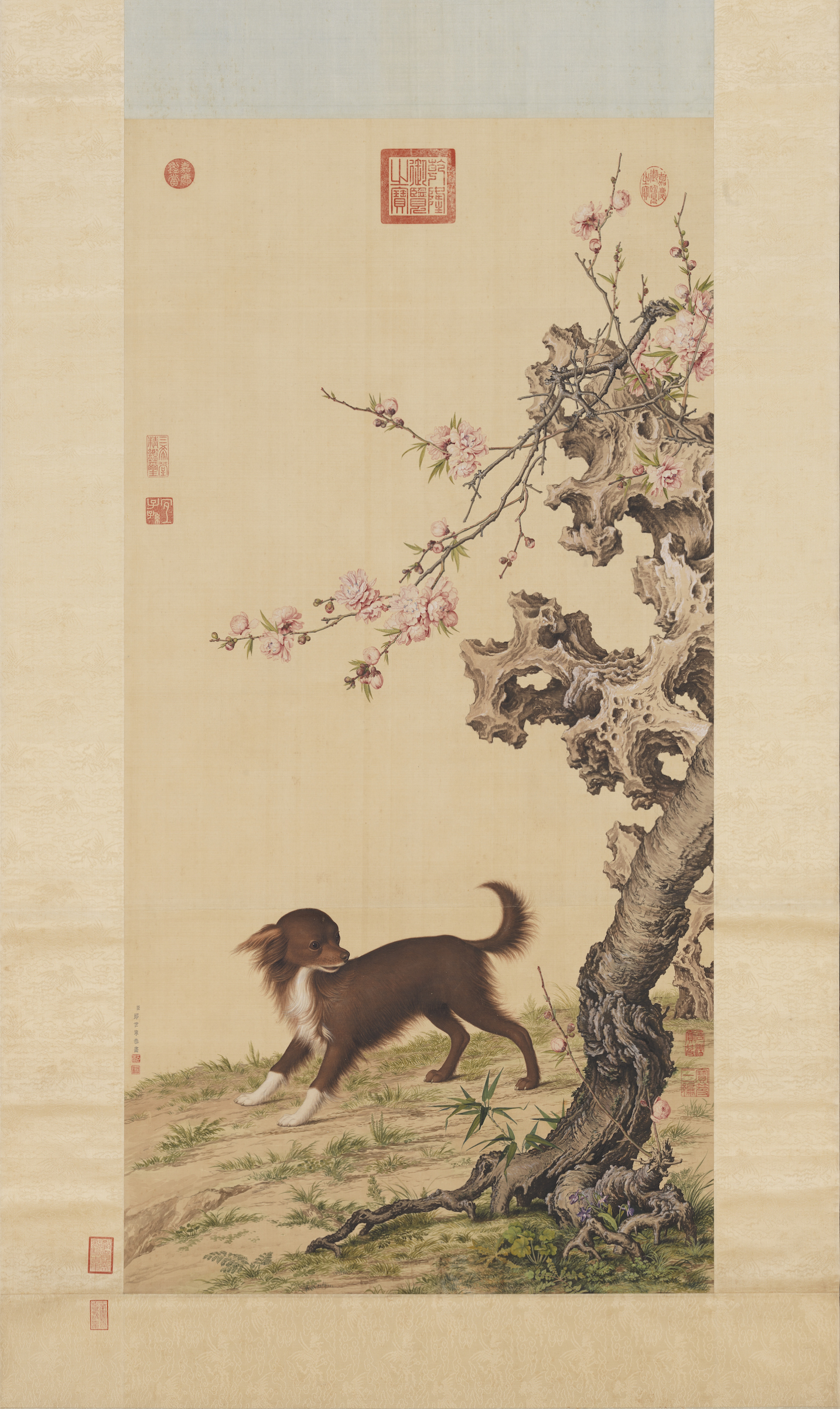
Chien sous les fleurs.
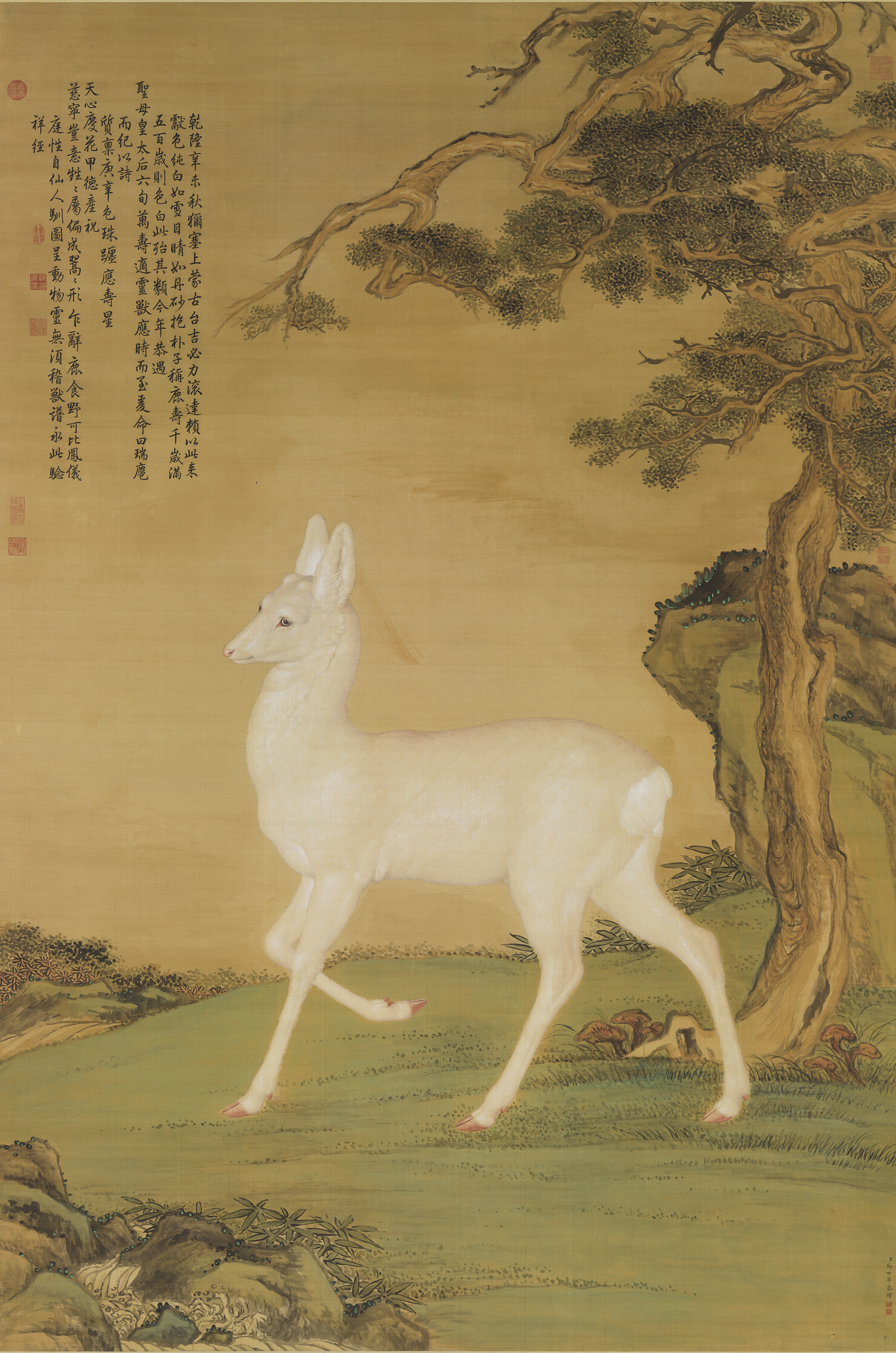
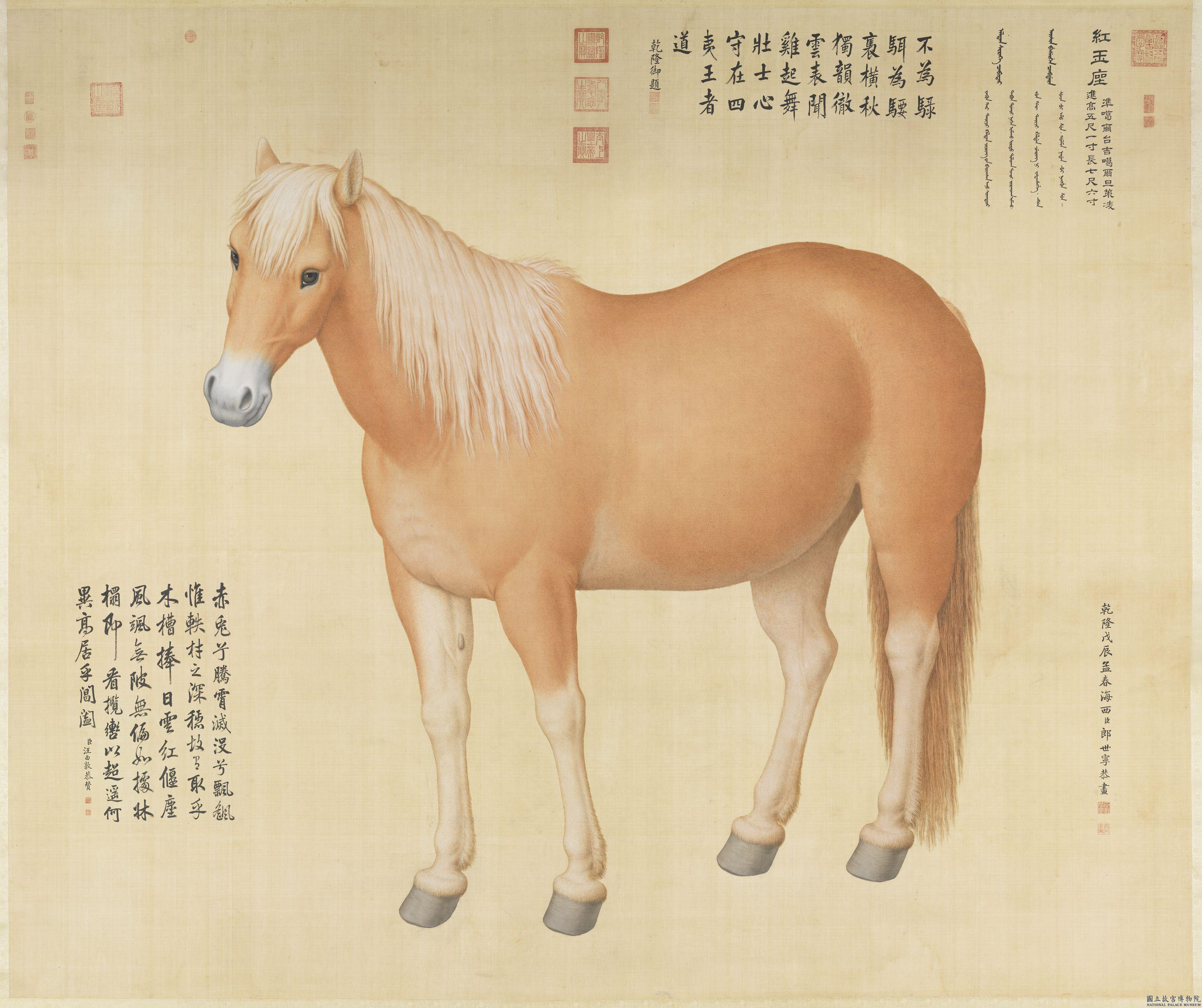
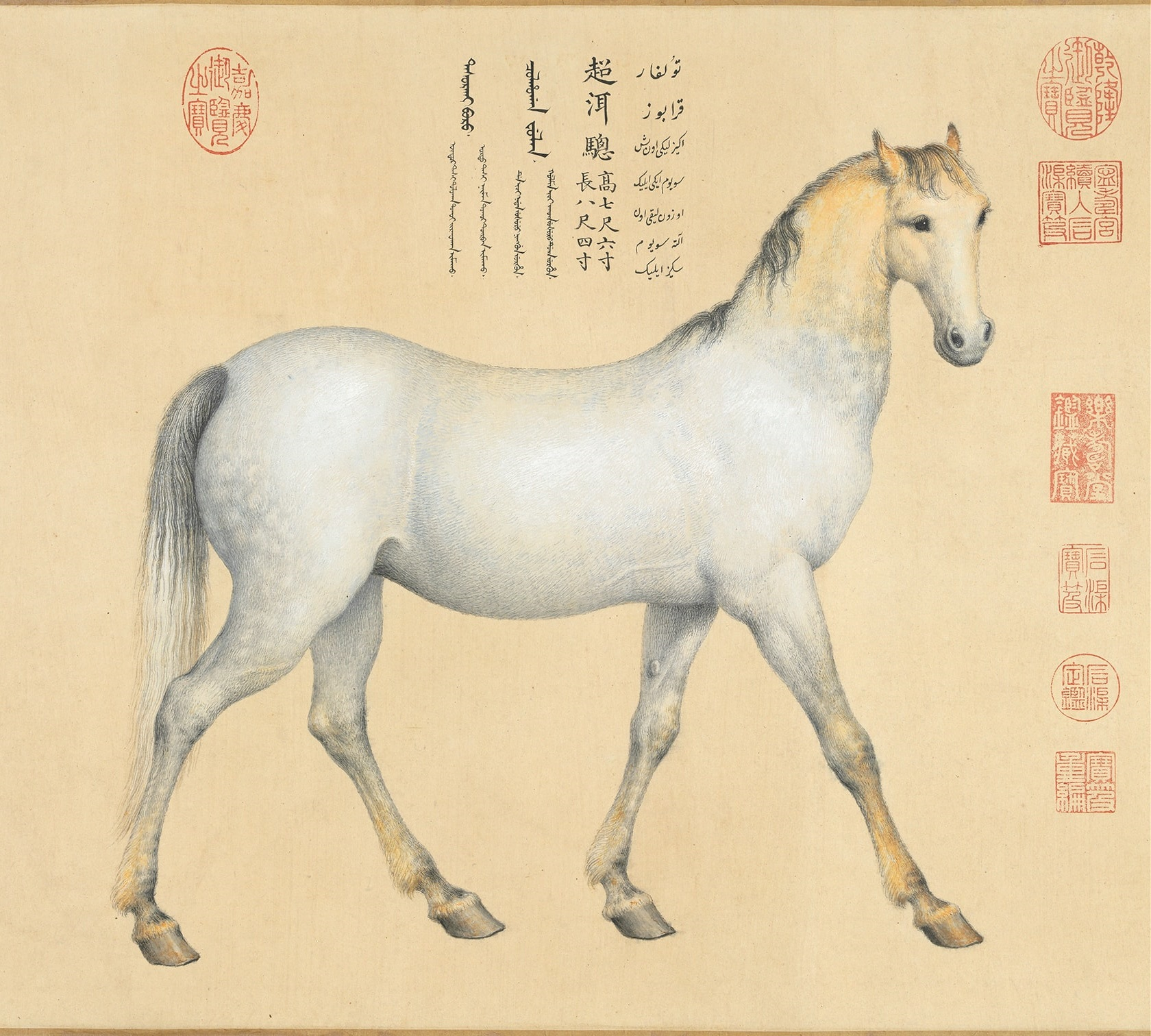
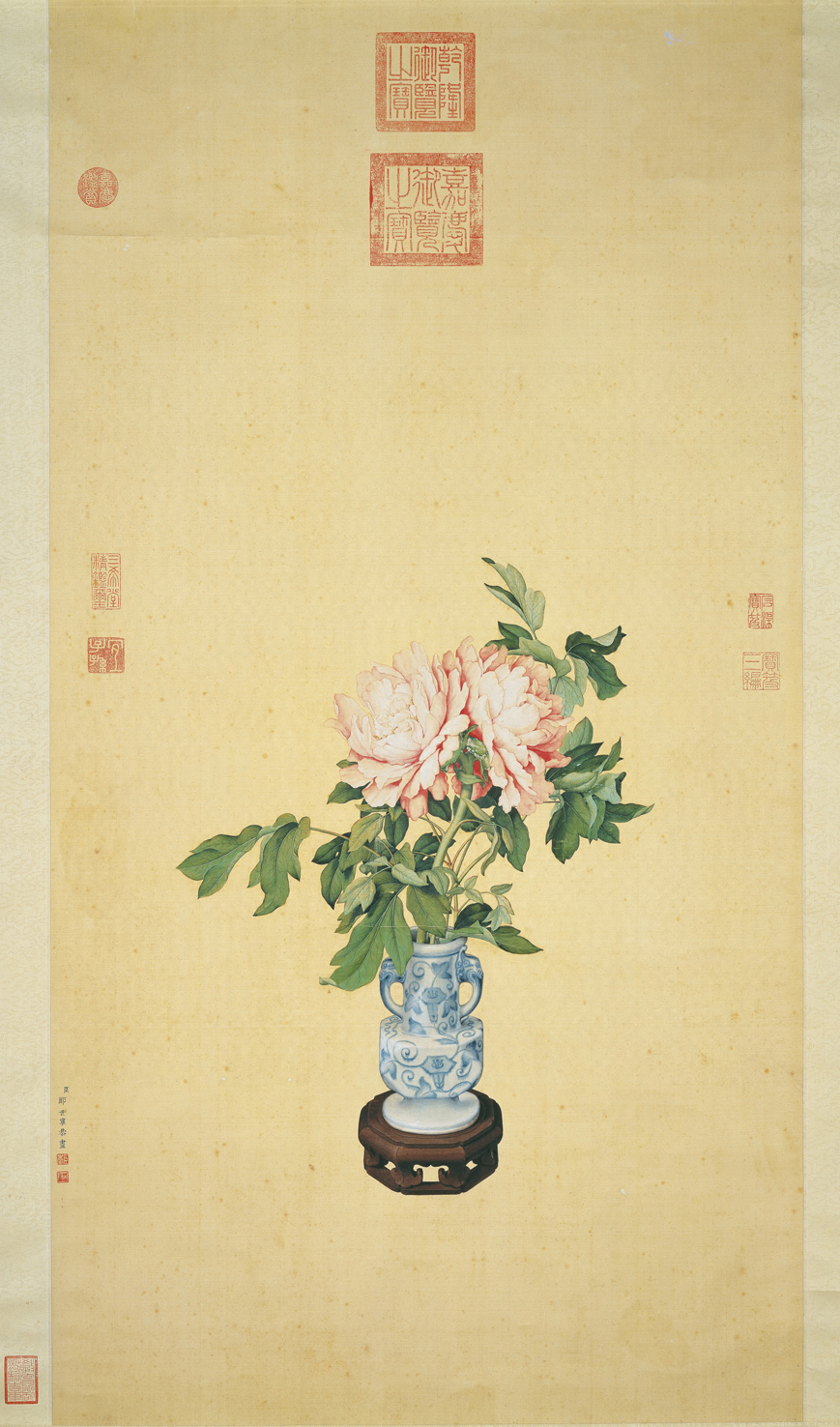
Fleurs dans un vase.